# IRAS
IRAS（Infrared Astronomical Satellite、アイラス）は、アメリカのNASA、オランダのNIVR、イギリスのSERCが共同で計画した赤外線天文衛星である。1983年1月25日に打ち上げられ、10ヶ月間で25万回もの観測を行った。
一般に赤外線天文衛星では観測装置を絶対零度近くまで冷却する必要がある。IRASの場合、720リットルの液体ヘリウムを冷却剤として搭載し、これが蒸発することで観測装置を1.6Kに保っていた。しかし1983年11月に冷却剤が尽きたため、運用終了した。

## 成果
IRASは12µm、25µm、60µm、100µmの波長で全天の96%を走査し、地図を作成した。解像度は12µmで0.5′、100µmで2′である。この観測により、およそ50万の赤外線源が発見され、IRASカタログとしてまとめられている。また観測の副産物として彗星や小惑星も発見している。

### 発見した非周期彗星
- IRAS・荒貴・オルコック彗星 (C/1983 H1)
- IRAS彗星 (C/1983 J2)
- IRAS彗星 (C/1983 N1)
- IRAS彗星 (C/1983 O2)

### 発見した周期彗星
- IRAS彗星 (126P/IRAS)
- ハートレー・IRAS彗星 (161P/Hartley-IRAS)

### 発見した小惑星
- (3200) ファエトン
- (3728) IRAS
- (10714) 1983 QG
- (100004) 1983 VA

### 発見した銀河[1]
- 少なくとも、2万5000個の銀河を発見
- Arp 220…(ウルトラ赤外線銀河の代表)

### その他
- IRAS 16293-2422：原始星。2012年になって糖類が発見された。